# Bebryce philippii
Bebryce philippii is een zachte koraalsoort uit de familie Plexauridae. De koraalsoort komt uit het geslacht Bebryce. Bebryce philippii werd in 1889 voor het eerst wetenschappelijk beschreven door Studer. 